# Ischnocarpus
Ischnocarpus é um género botânico pertencente à família Brassicaceae.